# ازكاغن الدير السفلى (دار الحمراء)
ازكاغن الدير السفلى هي إحدى مشيخات المملكة المغربية، تتبع جغرافيا لإقليم صفرو وإداريًا لدار الحمراء. يقدر عدد سكانها بـ 1455 نسمة حسب الإحصاء الرسمي للسكان والسكنى لسنة 2004.